# سوریا سیدهانتا

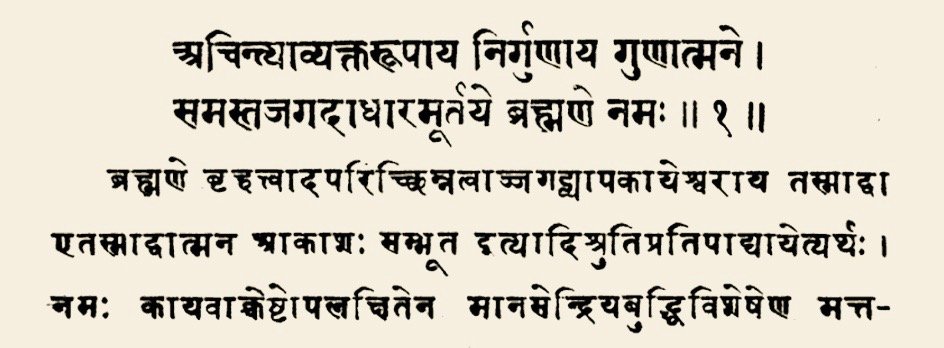
نمایی از جملات ابتدایی سوریا سیدهانتا (دعا به برهمن)

سوریا سیدهانتا یکی از اولین سدهانت‌ها در زمینه ستاره شناسی باستانی هند می‌باشد که به درستی معلوم نیست نسخه اولیه و اصلی آن توسط چه کسی نگاشته شده‌است.این کتاب اصول ، نظریات و روش‌های نجومی باستانی که توسط هندیان باستان مورد استفاده بودند را شرح می‌دهد.
این طور به نظر می‌رسد که این سدهانت دانشی است که خدای خورشید به یکی از اسوراها به نام مایا (مایا (سانسکریت)) داده است.اسوراها دشمنان دیو‌ها بودند . گمان هندیان بر این بود که آسوراها ساکنان دنیای مردگان هستند.
توجه عمده در این کتاب بر موارد زیر معطوف شده‌است : انواع مختلف زمان‌ها ، طول سال خدایان و شیاطین ، روز و شب براهما ، زمان سپری شده از لحظه خلقت ، چگونگی حرکت سیارات در جهت غرب به شرق و کیفیت رخ دادن انقلاب نجومی.